# Pluto
Pluto (symbol:  eller ) är en dvärgplanet av typen plutoid i de yttre delarna av solsystemet. Den upptäcktes av astronomen Clyde Tombaugh den 23 januari 1930.
Ursprungligen antogs Pluto vara ungefär lika stor som jorden och den klassificerades som den nionde planeten från solen. I augusti 2006 blev Pluto omklassificerad till en dvärgplanet. Skälet till detta var insikten att Pluto bara är en av många liknande himlakroppar i Kuiperbältet. Den är också relativt liten. Enligt aktuella värden är Plutos volym bara 0,6 % och dess massa 0,2 % av jordens.
Pluto har en bana som skiljer sig märkbart från planeternas. Banan lutar 17 grader i förhållande till ekliptikan och är mer excentrisk. Pluto har ett större medelavstånd till solen än Neptunus, men befinner sig ibland innanför Neptunus bana, senast under perioden 1979 till 1999. Nästa gång sker detta år 2113.
Som andra medlemmar av Kuiperbältet består Pluto primärt av bergarter och is. Pluto har fem kända månar. Den största, Charon, upptäcktes 1978.
New Horizons blev den 14 juli 2015 den första rymdsonden att passera nära Pluto.

## Upptäckt
På 1840-talet använde sig Urbain Le Verrier av klassisk mekanik för att förutse banan för den då oupptäckta planeten Neptunus efter att ha analyserat perturbationer i Uranus bana. Efter att Neptunus observerats började astronomer under sent 1800-tal spekulera kring om Uranus bana påverkades av en annan planet, bortom Neptunus.
År 1906 startade Percival Lowell, mannen som år 1894 grundlade Lowell Observatory i Flagstaff i Arizona, USA, ett omfattande projekt för att hitta en eventuell nionde planet. Han kallade denna planet för Planet X, och år 1909 hade Lowell och William Henry Pickering föreslagit ett antal möjliga koordinater för en sådan planet. Lowell fortsatte sökandet tillsammans med observatoriet ända fram till sin död år 1916, detta utan någon framgång. Utan Lowells kännedom hade observatoriet emellertid tagit svaga bilder av Pluto redan 19 mars 1915, men man kunde då inte upptäcka att det rörde sig om en ny planet. Detta var dock inte det första fotografiet av Pluto. Det finns 16 kända fotografier av Pluto som togs innan dess upptäckt, varav det äldsta togs av Yerkesobservatoriet 20 augusti 1909.
På grund av en tio år lång juridisk kamp mot Constance Lowell, Percivals änka, som bestred det testamente som gav observatoriet en andel av arvet, kunde inte letandet efter Planet X återupptas förrän 1929. Direktören Vesto Slipher överlät då arbetet till Clyde Tombaugh, en 23-åring från Kansas som nyligen hade kommit till Lowellobservatoriet och som hade imponerat på Slipher med några av sina astronomiska skisser.
Tombaughs uppgift var att systematiskt avbilda natthimlen med parvisa fotografier tagna med två veckors mellanrum. Han skulle därefter genomsöka varje bildpar och avgöra om några objekt hade förflyttat sig. Med hjälp av ett blinkmikroskop bytte han snabbt fram och tillbaka mellan bilderna för att skapa en illusion av rörelse för objekt som hade ändrat position eller utseende mellan fotografierna. Den 18 februari 1930, efter nästan ett års letande, upptäckte Tombaugh ett möjligt rörligt objekt på fotografier från 23 och 29 januari samma år. Ett fotografi av lägre kvalitet från 21 januari bekräftade rörelsen. Efter att observatoriet hade erhållit ytterligare fotografier som bekräftade hypotesen telegraferades nyheten till Harvard College Observatory 13 mars 1930.

### Namn
Upptäckten av Pluto ledde till rubriker över hela världen. Lowellobservatoriet som hade ensamrätt till att namnge objektet mottog över 1 000 förslag från hela världen. Tombaugh förmådde Slipher till att föreslå ett namn på det nya objektet snabbt innan någon annan gjorde det. Constance Lowell föreslog namnet Zeus, och sedan Percival och till slut Constance. Dessa förslag sattes emellertid snabbt åsido.
Namnet Pluto föreslogs av Venetia Burney, en elva år gammal skolflicka i Oxford, England. Burney intresserade sig för såväl klassisk mytologi som astronomi, och hon ansåg att namnet som kom från underjordens gud, Pluton, var passande med tanke på objektets till synes mörka och kalla läge. Hon föreslog namnet i ett samtal med sin morfar Falconer Madan, som var bibliotekarie vid Oxfords universitets Bodleianska bibliotek. Morfadern tipsade professor Herbert Hall Turner som vidarebefordrade namnet till sina kollegor i USA.
Objektet namngavs officiellt den 24 mars 1930. Varje medlem av Lowellobservatoriet fick möjlighet att rösta på tre olika namn: Minerva (ett namn som dock redan givits åt en asteroid), Kronos (som förlorat sin chans genom att vara föreslagen av den impopulära astronomen Thomas Jefferson Jackson See) och till sist Pluto. Pluto fick alla rösterna, och 1 maj 1930 offentliggjordes namnet. Inför offentliggörandet fick Venetia fem brittiska pund (motsvarande cirka 234 pund 2012) av sin morfar som belöning.
Valet av namn var delvis inspirerat av det faktum att de första två bokstäverna i Pluto också var Percival Lowells initialer. Plutos astronomiska symbol () är ett monogram konstruerat av bokstäverna 'PL'. En annan symbol liknar Neptunus (), men har en cirkel istället för den mittersta gaffeltinden på treudden ().
Namnet blev snart omfamnat av en bredare kultur. År 1930 introducerade Walt Disney en vän till Musse Pigg som han kallade för Pluto, till synes uppkallad efter himlakroppen även om Disneyanimatören Ben Sharpsteen inte bekräftat varför namnet valdes. År 1941 uppkallade Glenn T. Seaborg det nyligen upptäckta grundämnet plutonium efter Pluto, detta i linje med att namnge grundämnen efter nyupptäckta planeter. Han följde då efter uran som var uppkallat efter Uranus och neptunium som var uppkallat efter Neptunus.
På kinesiska, japanska och koreanska blev namnet översatt till undervärldens kungastjärna (冥王星), Flera andra icke-europeiska språk använder sig av en translitteration av Pluto som namn på himlakroppen; några indiska språk använder en form för den hinduistiska Yama, väktaren till helvetet i den hinduistiska mytologin.

### Planet X-hypotesen överges
| År   | Massa                    | Källa                           |
| ---- | ------------------------ | ------------------------------- |
| 1931 | 1 jordmassa              | Nicholson & Mayall              |
| 1948 | 0,1 (1/10) jordmassor    | Kuiper                          |
| 1976 | 0,01 (1/100) jordmassor  | Cruikshank, Pilcher, & Morrison |
| 1978 | 0,002 (1/500) jordmassor | Christy & Harrington            |

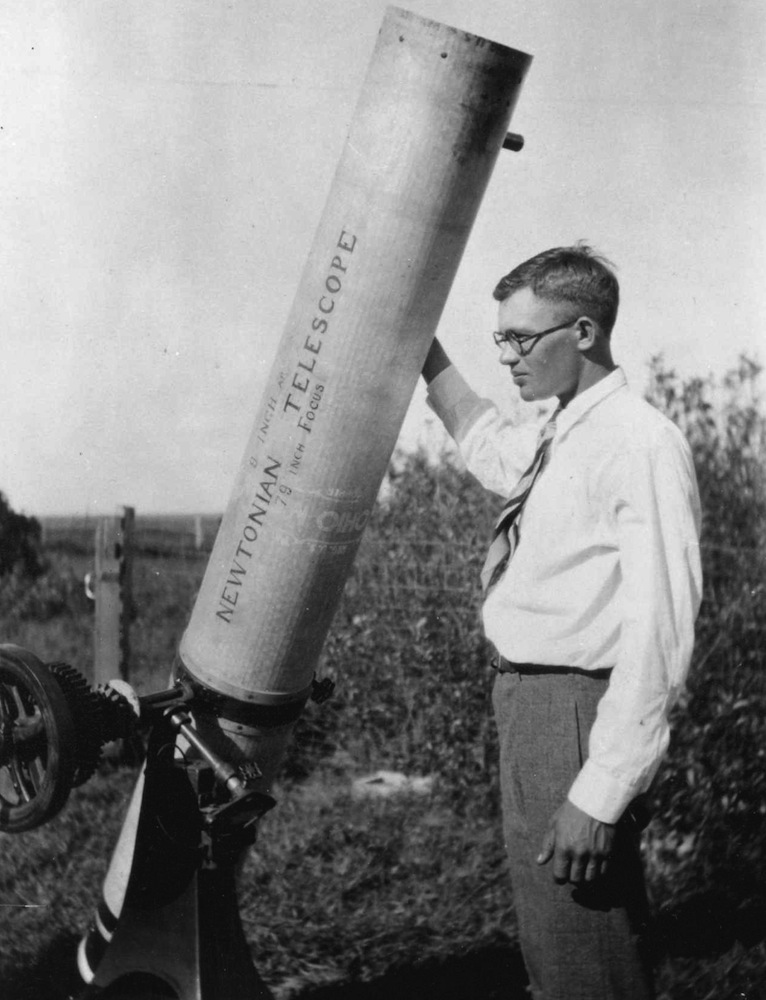
Clyde W. Tombaugh, upptäckaren av Pluto.

Så snart planeten var funnen ledde den svaga ljusstyrkan och avsaknaden av en upplöst skiva till att astronomer började tvivla på att det kunde vara Lowells Planet X. Uppskattningarna av Plutos massa har under 1900-talet justerats nedåt. 
Astronomer beräknade Plutos massa baserat på dess antagna påverkan på Neptunus och Uranus. År 1931 räknade man ned Plutos massa till att vara omkring jordens massa, men med nya beräkningar 1948 justerades massan ned till omkring Mars massa. 1976 beräknade Dale Cruikshank, Carl Pilcher och David Morrison vid University of Hawaii Plutos albedo för första gången, och kom fram till att den passade för en sammansättning av metanis. Det betydde att Pluto måste vara exceptionellt ljusstark för sin storlek och därför inte kan vara mer än 1 % av jordens massa. Plutos albedo är 1,2 till 2,35 gånger större än jordens.
År 1978 medförde upptäckten av Plutos måne Charon att det var möjligt att direkt beräkna storleksordningen av Plutos massa för första gången. Massan visade sig vara cirka 0,2 % av jordens, och alltså alltför liten för att kunna leda till stora avvikelser i Uranus bana. Det efterföljande sökandet av en alternativ Planet X misslyckades. Data från Voyager 2:s förbiflygning av Neptunus 1989 bekräftade storleksordningen, men justerade ned dess massa med 0,5 %. År 1992 använde sig E. Myles Standish av dessa data för att räkna om Neptunus påverkan på Uranus. Med de nya beräkningarna försvann avvikelsen, och därmed också behovet av en Planet X. Idag är flertalet astronomer eniga om att Planet X, som Lowell definierade den, ej existerar. Lowell hade 1915 förutsett Planet X position i närheten av Plutos dåvarande position. Ernest W. Brown kom strax efter Plutos upptäckt fram till att detta var en ren tillfällighet, en slutsats som gäller ända in i våra dagar.

## Fysiska egenskaper

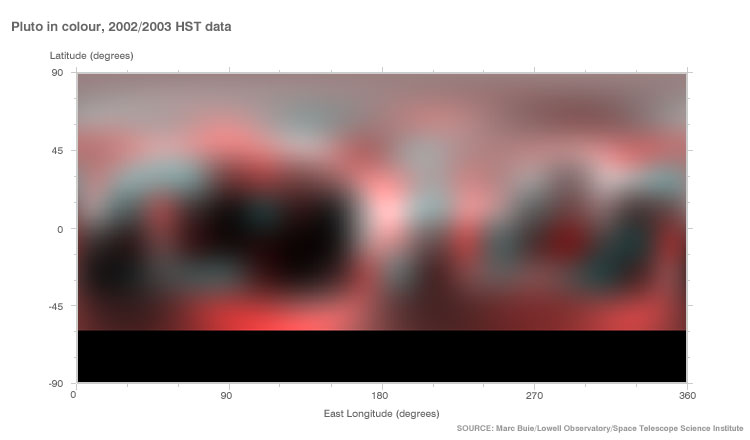
Hubble-kartan av Plutos yta visar stora variationer i färg och albedo.

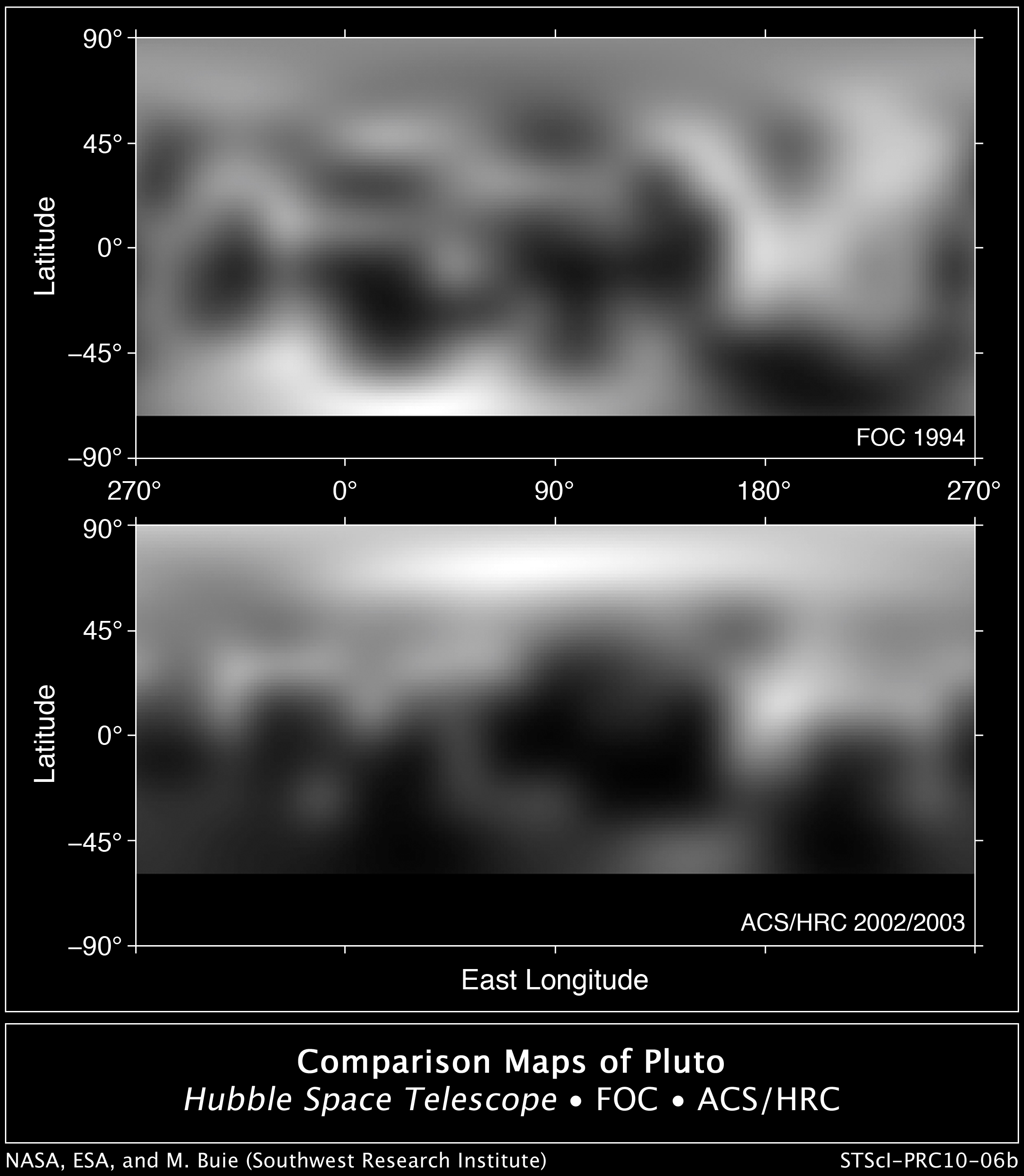
Karta över Plutos yta av NASA, ESA och Marc W. Buie.

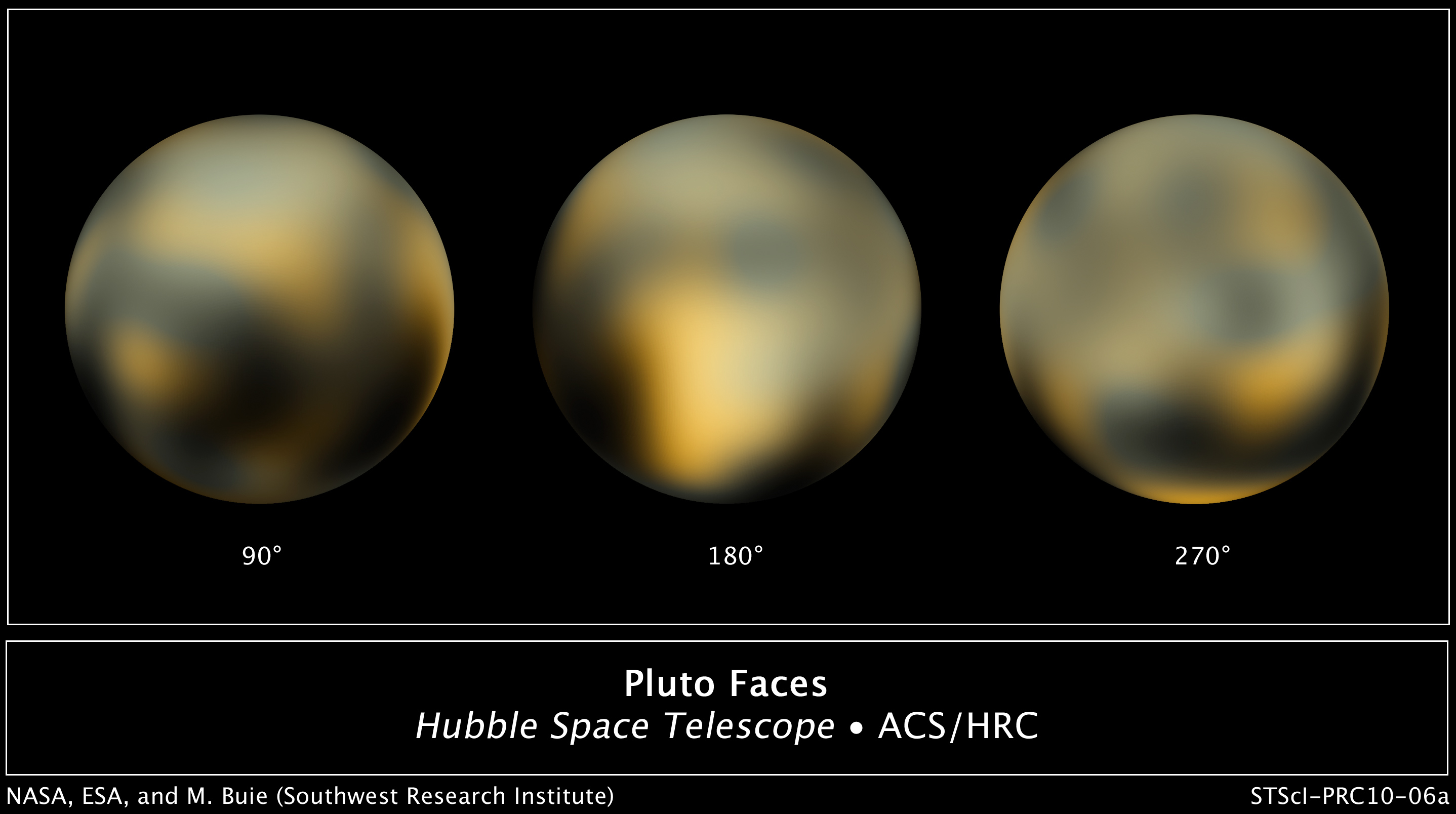
Tre bilder av Pluto från olika vinklar.

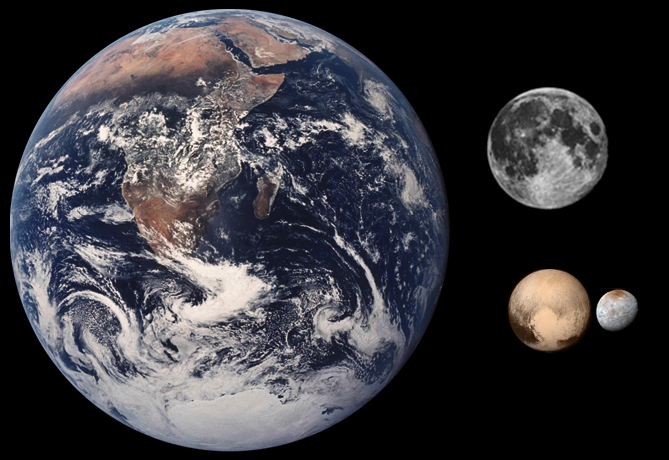
En storleksjämförelse mellan jorden, jordens måne, Pluto och Plutos måne Charon.

Plutos avstånd från jorden gör grundläggande undersökningar svåra att genomföra. Många detaljer om Pluto förblev okända tills att data från New Horizons samlats in och analyserats.

### Utseende och yta
På Plutos yta har det upptäckts berg, dalar och möjligen dyner. Mätningar av New Horizons har visat att det finns betydligt mer is på Plutos yta än vad man trodde tidigare. För 800–900 miljoner år sedan kan det ha funnits sjöar och floder av flytande kväve på Plutos yta.
Plutos visuella skenbara magnitud är i snitt 15,1 och 13,65 när den är som ljusast under perihelium. För att kunna se Pluto behöver man använda sig av ett teleskop, helst med en öppning på 30 cm (12 tum). På grund av att vinkeldiametern endast är 0,11 bågsekunder ser planeten stjärnliknande ut.
De tidigaste kartorna över Pluto är från slutet av 1980-talet och var kartor över ljusstyrka skapade från närobservationer av förmörkelser från den största månen, Charon. Observationerna möjliggjordes av förändringar i Pluto-Charon-systemets totala ljusstyrka under förmörkelsernas förlopp. Till exempel ger en förmörkelse av en ljus fläck en större förändring i den totala ljusstyrkan än förmörkelsen av en mörk fläck. Databehandling av många sådana observationer kan användas till att skapa en ljusstyrkekarta. Denna metod kan också spåra och upptäcka förändringar i ljusstyrka över tid.
De bästa kartorna före New Horizons förbiflygning 2015 producerades från bilder tagna med Hubbleteleskopet. Detta gav mer detaljerade kartor där variationer på flera hundra kilometer inkluderat polarregioner och stora ljusa fläckar kunde avläsas. De två kamerorna som användes ombord på Hubble-teleskopet är inte längre i drift. Nu finns nya kartor baserade på fotografier tagna av New Horizons.
Tillsammans med Plutos ljuskurva och de periodiska variationerna i det infraröda spektrumet avslöjar dessa kartor att Plutos yta är anmärkningsvärt varierad med stora förändringar i såväl ljusstyrka som färg. Pluto är en av de mest kontrastfyllda himlakropparna i solsystemet, med lika stor kontrast som Saturnus måne Japetus. Färgen varierar mellan kolsvart, mörkorange och vit, och har en betydligt mindre röd färg än Mars, och en färg som påminner mycket mer om Jupiters måne Io och dess orangea ton.
Plutos yta har förändrats mellan 1994 och 2002. Den nordliga polarregionen har blivit ljusare och den sydliga mörkare. Plutos generella rödhet har också ökat betydligt mellan 2000 och 2002. Dessa snabba förändringar kan antagligen relateras till den säsongsenliga kondensationen och sublimeringen av delar av atmosfären förstärkt av Plutos extrema axellutning och höga excentricitet.
Spektroskopiska analyser av Plutos yta visar att den är sammansatt av mer än 98 % kväveis med spår av metan och kolmonoxid. Den sida av Pluto som är vänd emot Charon innehåller mer metanis medan den motsatta sidan innehåller mer kväveis och kolmonoxidis.
NASA bjöd 2015 in allmänheten att föreslå namn på ytstrukturer på Pluto och Charon.

### Struktur

Plutos teoretiska struktur (2006)
1. Fruset kväve
2. Vattenis
3. Bergarter

Observationer gjorda av New Horizons visar att Pluto har en täthet på 1,86 g/cm³, och antyder att dess inre består av omkring 50–70 % bergarter och 30–50 % is per massa. Sönderfall av radioaktiva ämnen i Plutos kärna kan ha frigjort tillräckligt mycket värme så att isen till slut skilts åt från bergarten och Plutos inre struktur differentierats. Bergmaterialen förväntas ha pressats ihop till en kompakt kärna som omges av en mantel av is. Kärnans diameter antas vara omkring 1700 km, eller cirka 70 % av Plutos diameter.Det är möjligt att en sådan uppvärmning pågår än idag och att den skapar ett underjordiskt hav av flytande vatten omkring 100–180 km tjockt i gränsområdet mellan kärnan och manteln.

### Massa och storlek

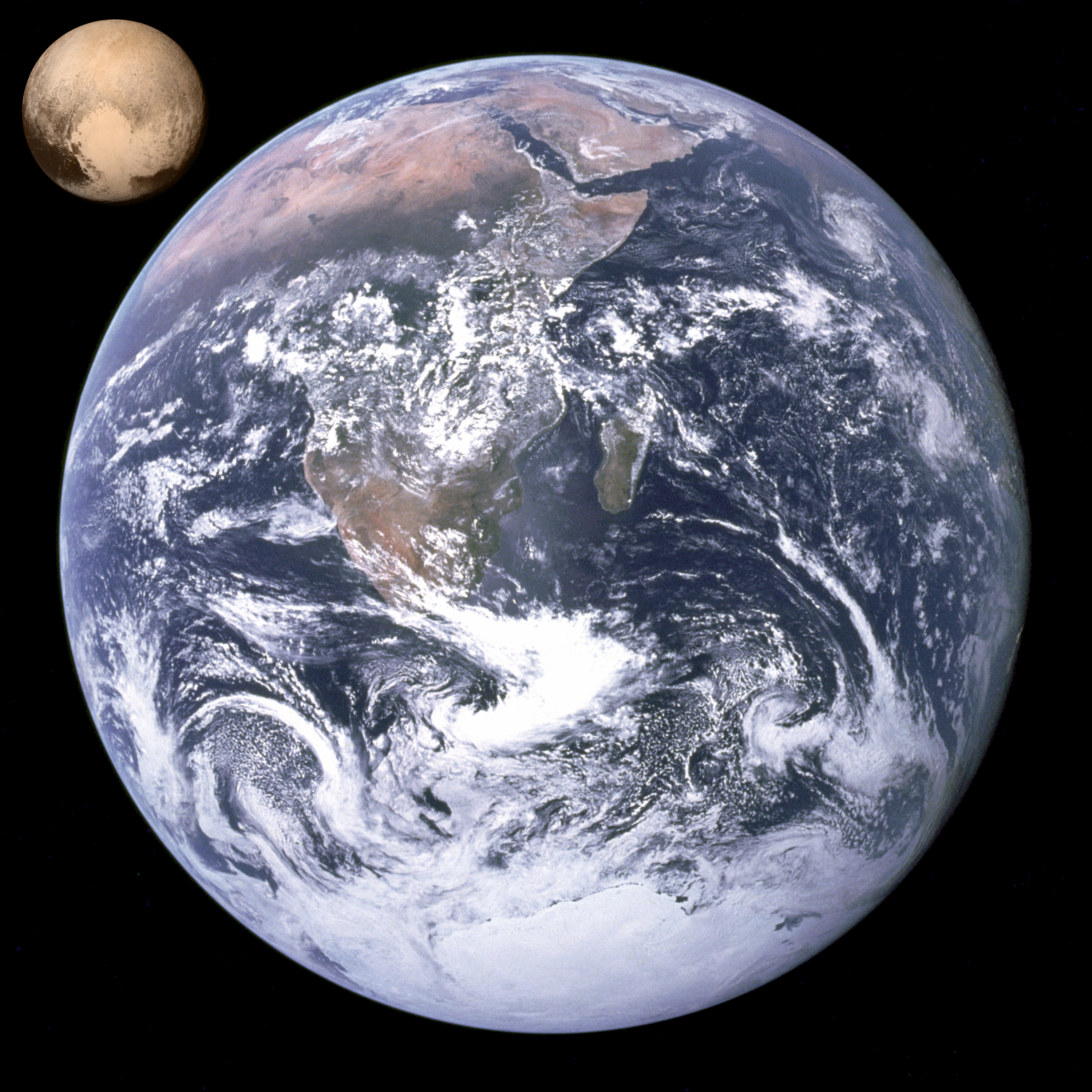
Plutos volym är cirka 0,6 % av jordens.

Plutos massa är 1,31 × 1022 kg, mindre än 0,24 % av jordens totala massa, medan diametern är 2370 km. Plutos atmosfär gör det svårt att fastslå storleken på den fasta massan. Plutos albedo varierar mellan 0,49 och 0,66.
Upptäckten av Plutos måne Charon år 1978 gjorde det möjligt att fastställa Pluto-Charon-systemets massa genom användande av Keplers tredje lag. Så fort Charons gravitationella effekt uppmättes kunde Plutos faktiska massa fastslås. Observationer av Pluto i ockultation med Charon gjorde det möjligt för forskare att mer exakt räkna ut Plutos diameter. Uppfinningen av adaptiv optik gjorde det möjligt att avgöra formen mer exakt.
| År   | Radie      | Källa                                      |
| ---- | ---------- | ------------------------------------------ |
| 1993 | 1 195 km   | Millis, et al. (utan dis)                  |
| 1993 | 1 180 km   | Millis, et al. (med dis)                   |
| 1994 | 1 164 km   | Young & Binzel                             |
| 2006 | 1 153 km   | Buie, et al.                               |
| 2007 | 1 161 km   | Young, Young, & Buie                       |
| 2011 | 1 180 km   | Zalucha, et al.                            |
| 2014 | 1 184 km   | Lellouch, et al.                           |
| 2015 | 1 187 km   | New Horizons mätningar (från optiska data) |
| 2017 | 1 188,3 km | New Horizons mätningar (från radiodata)    |

Bland de olika objekten i solsystemet är Pluto mycket mindre massiv än stenplaneterna. Med en massa som motsvarar mindre än 0,2  månmassor är Pluto även mindre än sju månar: Ganymedes, Titan, Callisto, Io, månen, Europa och Triton. Pluto har en mer än dubbelt så stor diameter och tusen gånger större massa än dvärgplaneten Ceres, det största objektet i asteroidbältet. Pluto är dock mindre än dvärgplaneten Eris, ett transneptunskt objekt som upptäcktes 2005. Med tanke på felmarginalerna i de olika mätningarna är det ovisst om det är Eris eller Pluto som har störst diameter, den fasta himlakroppen till såväl Pluto som Eris antas ha en diameter på cirka 2 330 km. Fastställandet av Pluto storlek är mer komplicerat på grund av atmosfären, och möjligtvis på grund av dis bestående av kolväte.

### Atmosfär
Pluto är den enda dvärgplaneten man vet som har en atmosfär (2011). Den mycket tunna atmosfären består mestadels av kväve. En halv procent av atmosfären är metan. Dessutom finns det kolmonoxid. Trycket i Plutos atmosfär är ungefär en hundratusendedel av lufttrycket vid havsytan på jorden. Storleken på atmosfären antas variera beroende på hur mycket värme Pluto tar emot från solen.
Baserat på observationer med Very Large Telescope är delar av Plutos atmosfär upp till 40 grader varmare än dess yta.
De senaste årtiondena har betydande variationer i Plutos atmosfär observerats. Enligt observationer från jordytan ökade trycket i atmosfären från slutet av 1980-talet till början av 2010-talet. New Horizons mätte dock ett betydligt lägre tryck.
New Horizons har fotograferat något som möjligen kan vara moln på Pluto.
Baserat på datorsimuleringar är Plutos atmosfär varmare än vad man trodde och kan sträcka sig ända till Charon.

## Plutos månar

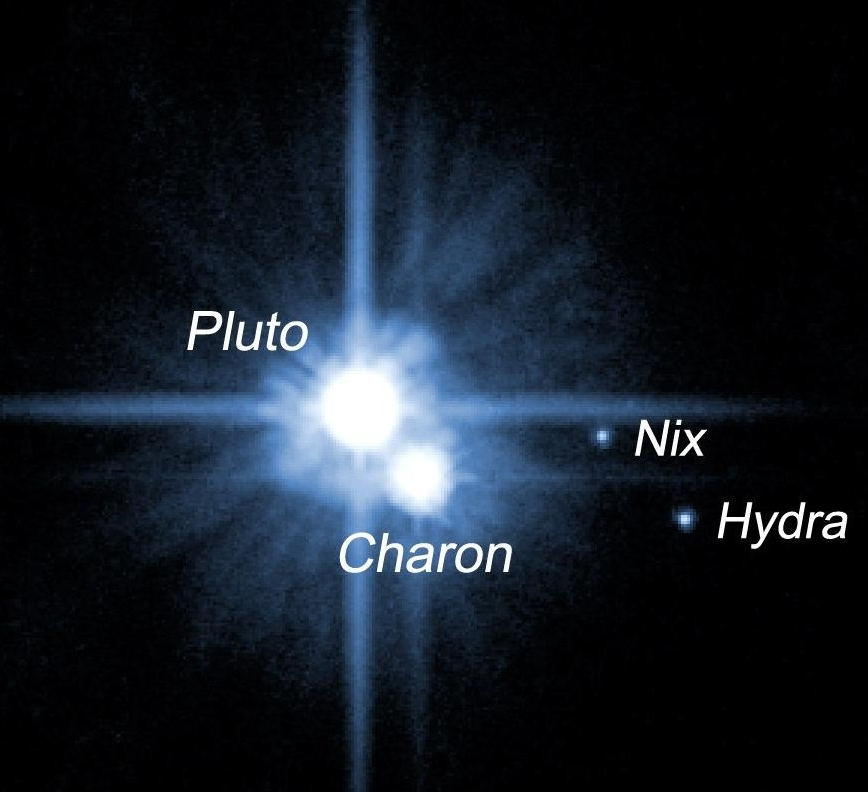
Bild av Pluto med tre av sina satelliter tagen med Hubbleteleskopet 2006.

Pluto har fem kända månar: Charon, Nix, Hydra, Kerberos och Styx. Den största av dem är Charon, med en diameter på ungefär 1200 km, hälften av Plutos. Charons omloppstid är 6,39 dygn, samma som Plutos rotationstid. Charon upptäcktes med ett teleskop på jorden, de övriga med Hubbleteleskopet.
Plutos månar har ljusare yta än många andra objekt i Kuiperbältet. Baserat på ljusstyrkan har deras ytor likadan sammansättning som Plutos.
Baserat på Hubbleteleskopets resultat roterar Nix och Hydra kaotiskt. Om man befann sig på deras yta vore det svårt att vara säker på varifrån och när solen stiger upp.

## Omlopp och rotation

Plutos bana och ekliptikan.

Plutos bana – ur ekliptisk synvinkel. Denna 'sidovinkel' av Plutos bana (i rött) visar den stora inklinationen mot jordens ekliptiska bana.

Plutos omloppstid är 248 år, och banan har egenskaper som skiljer sig märkbart från planeterna som rör sig i närmast cirkulära banor runt solen, närmare det plan som kallas ekliptikan. I jämförelse har Plutos bana en mycket större lutning i förhållande till ekliptikan (över 17 grader) och är mycket excentrisk. Denna höga excentricitet betyder att en liten del av Plutos bana ligger närmare solen än Neptunus. Pluto-Charon-systemets gemensamma masscentrum var senast närmare solen än Neptunus mellan den 7 februari 1979 och den 11 februari 1999 och kom i perihelium den 5 september 1989.
Över lång tid är Plutos bana faktiskt kaotisk. Datorsimuleringar kan användas för att förutspå positionen för flera miljoner år, såväl framåt som bakåt i tiden, men för intervall längre än Ljapunovtiden på 10–20 miljoner år blir kalkylerna spekulativa. Plutos ringa storlek gör den lättpåverkad för omätbart små detaljer i solsystemet, faktorer som är vanskliga att förutse men som likväl kan förändra banan. Miljoner år framåt i tiden kan Pluto lika gärna befinna sig i aphelium, i perihelium eller var som helst däremellan, detta utan något sätt för oss att kunna fastslå var. Det betyder inte att Plutos bana i sig är instabil, men att Plutos position i banan är omöjlig att fastslå så långt in i framtiden. Flera resonanser och andra dynamiska effekter håller Plutos bana stabil och trygg för planetkollisioner eller spridning. 

### Förhållande till Neptunus

Plutos bana – sedd ovanifrån en av polerna. Denna 'synvinkel ovanifrån' visar hur Plutos bana (i rött) är mindre cirkulär än Neptunus (i blått), och hur Pluto ibland befinner sig närmare solen än Neptunus. De mörkare halvcirklarna på bägge banorna visar var de passerar under det ekliptiska planet.

Banorna för Pluto (röd) och Neptunus (blå) sedda från en punkt cirka 10 grader över ekliptikan. Ljusare färger indikerar när banorna är över ekliptikan. Banornas storaxlar visas med räta linjer. Den gula linjen visar riktningen till vårdagjämningspunkten. Plutos och Neptunus positioner vid utvalda datum är indikerade med sfärer vilkas storlekar är omvänt proportionella mot deras inbördes avstånd. Avståndet var som minst 18,9 AU i juni 1896.

Trots att Plutos bana ser ut att kunna korsa Neptunus bana sett direkt ovanifrån ligger de två banorna i ett sådant förhållande att de aldrig kan kollidera eller ens komma nära varandra. Det finns flera anledningar till detta:
På den mest grundläggande nivån kan man undersöka de nuvarande banorna och se att de inte kan mötas. När Pluto är närmast solen, och därmed närmast Neptunus bana sett ovanifrån, är den också på högst höjd ovan Neptunus bana. Plutos bana passerar cirka 8 AE över Neptunus, och undgår därmed med råge en kollision. Longituden för Plutos uppstigande nod, den punkt där banan korsar ekliptikan på väg mot den norra sidan, är idag skild från Neptunus uppstigande nod med över 21 grader.
Detta är inte tillräckligt för att skydda Pluto. Perturbationer från andra planeter – framförallt från Neptunus – kan förändra Plutos bana, däribland banprecessionen som över miljontals år kan förändras så att en kollision blir möjlig. Andra mekanismer måste också vara verksamma. Den mest betydelsefulla av dessa är att Pluto ligger i 3:2-resonans med Neptunus, vilket innebär att för vart tredje varv som Neptunus tillryggalägger runt solen, har Pluto tillryggalagt två varv. De två himlakropparna återgår till sina ursprungliga positioner och cykeln återupptas med cirka 500 års mellanrum. Detta mönster är så utformat att i varje cykel är Neptunus över 50 grader bakom Pluto första gången Pluto närmar sig perihelium. Vid Plutos andra perihelium kommer Neptunus att ha fullgjort ytterligare ett och ett halvt varv, och kommer alltså då vara belägen motsvarande framför Pluto. Det minsta avståndet mellan Pluto och Neptunus är över 17 AE, och Pluto kommer faktiskt närmare Uranus än den kommer nära Neptunus.
3:2-resonansen mellan de två himlakropparna är mycket stabil och har existerat i flera miljoner år. Detta förhindrar att banorna ändrar sig i förhållande till varandra, och cykeln återupptas alltid enligt samma formel, så att de två himlakropparna aldrig kan passera nära varandra. Även om Plutos bana inte skulle nå en så hög inklination skulle de två himlakropparna aldrig kunna kollidera med varandra.

### Andra faktorer
Numeriska studier har visat att förhållandet mellan Plutos och Neptunus banor ej förändrats något nämnvärt under de senaste årmiljonerna. Det är flera andra resonanser och interaktioner som styr detaljerna i de relativa rörelserna och som förbättrar Plutos stabilitet. Dessa härrör huvudsakligen från två andra mekanismer, i tillägg till 3:2-banresonansen:
För det första librerar Plutos periapsisargument, vinkeln mellan punkten där banan korsar ekliptikan och punkten där den är närmast solen, cirka 90 grader. Det betyder att när Pluto är som närmast solen är den samtidigt på högst höjd över solsystemets mittplan, vilket på så sätt förhindrar en kollision med Neptunus. Detta är en direkt konsekvens av Kozai-mekanismen, som är kopplad till banans excentricitet i förhållande inklinationen till större perturberande himlakroppar, i detta fall Neptunus. I förhållande till Neptunus är amplituden av librationen 38 grader, och därför är vinkelseparationen för Plutos perihelium till Neptunus bana alltid större än 52 grader. Den närmaste av dylika vinkelseparationer uppstår vart 10 000:e år.
För det andra är longituderna för de två himlakropparnas uppstigande noder, de punkter där de korsar ekliptikan, i nära resonans med ovannämnda libration. När de två longituderna är desamma, det vill säga när man kan dra en rät linje genom bägge noderna och solen, ligger Plutos perihelium[förklaring behövs] på exakt 90 grader. Pluto är alltså närmast solen samtidigt som den är som högst över Neptunus bana. Detta är känt som 1:1-superresonansen. Alla de jovianska planeterna, speciellt Jupiter, bidrar till denna resonans.
För att förstå librationen, föreställ dig en polär synvinkel där man ser ned på ekliptikan från en avlägsen utsiktspunkt där planeternas bana är moturs. Efter att ha passerat den uppåtgående noden ligger Pluto ovanför Neptunus bana samtidigt som den rör sig snabbare och närmar sig Neptunus bakifrån. De starka gravitationskrafterna mellan de två himlakropparna leder till att rörelsemängdsmoment överförs från Neptunus till Pluto. Detta förflyttar Pluto ut i en något vidare bana varvid den enligt Keplers tredje lag saktar in. Vartefter banan ändrar sig har detta en gradvis effekt på perihelium och longituden på Plutos omloppsbana, och även en viss men mindre påverkan på Neptunus. Efter ett flertal liknande upprepningar bromsas Pluto tillräckligt, samtidigt som Neptunus ökar farten tillräckligt för att åter börja närma sig Pluto på den andra sidan av banan, ungefär i den motsatta noden till där processen påbörjades. Processen reverseras då, och det är Pluto som förlorar rörelsemängdsmoment till Neptunus fram tills att Pluto erhållit tillräckligt med fart för att komma ikapp Neptunus vid den ursprungliga knutpunkten. Hela denna process tar cirka 20 000 år att fullbordas.

### Rotation
Plutos rotationsperiod, det vill säga dygnet på Pluto, motsvarar 6,39 dagar på jorden. Precis som Uranus roterar Pluto på sidan av sitt banplan, och har en axellutning på 120 grader. Detta medför att säsongsvariationerna är extrema. Vid ett solstånd är en fjärdedel av planetens yta i kontinuerligt dagsljus medan en annan fjärdedel är i kontinuerligt mörker. Att axellutningen är större än 90 grader betyder att Pluto rör sig runt sin egen axel i motsatt riktning mot rörelsen runt solen.

## Plutos ursprung

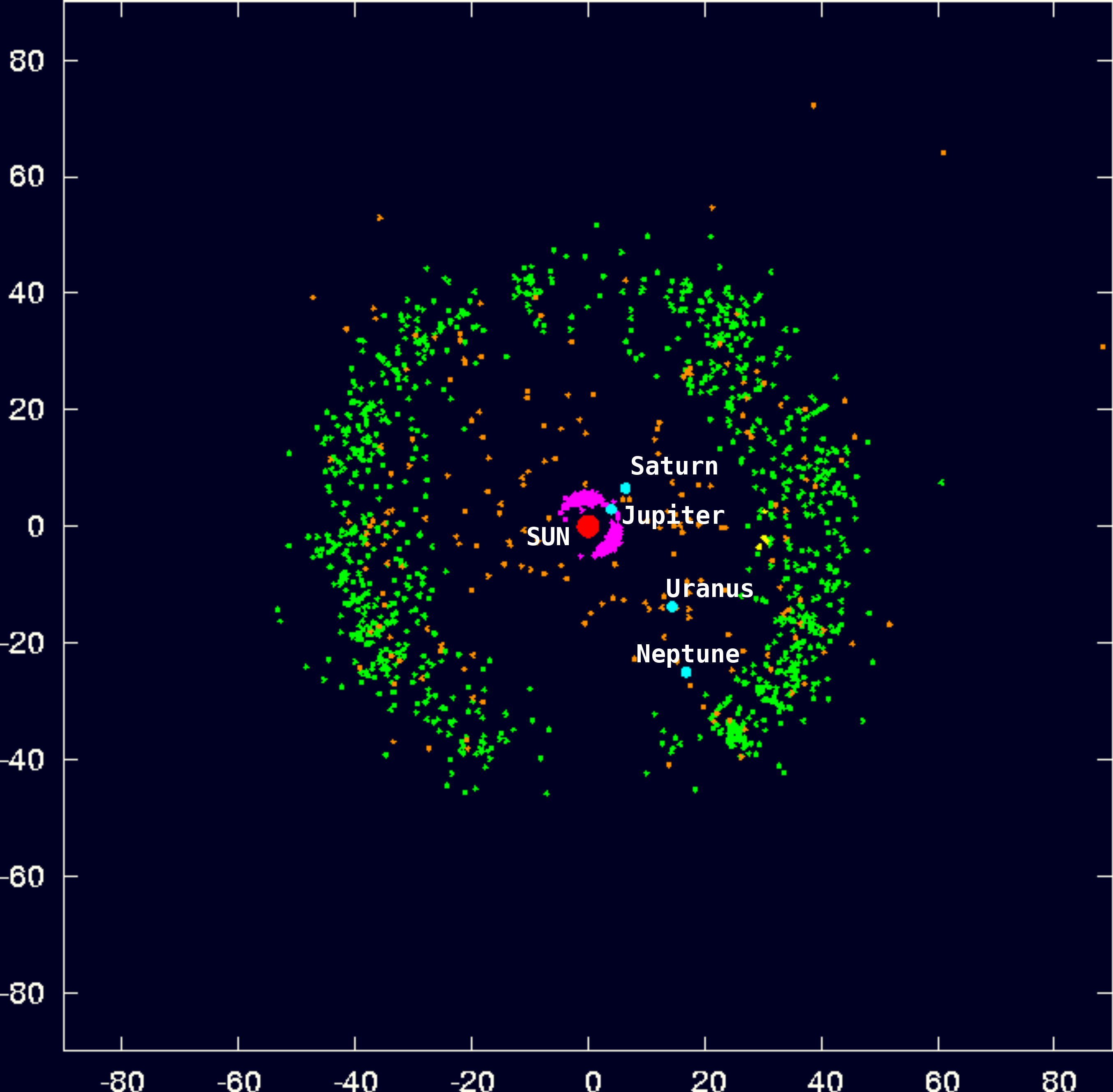
De gröna prickarna visar kända himlakroppar i Kuiperbältet i förhållande till de fyra stora gasjättarna.

Plutos ursprung hade länge varit en gåta för astronomer. En tidig hypotes var att Pluto var en tidigare måne till Neptunus som hade slagits ut från sin bana av den största nuvarande månen, Triton. Denna hypotes har kraftigt kritiserats eftersom Pluto aldrig kommer i närheten av Neptunus i sin bana.
Plutos rätta placering i solsystemet började komma fram av sig själv först år 1992 då astronomer började att finna små objekt bestående av is utanför Neptunus som liknade Pluto, inte bara med liknande omloppsbana utan också i storlek och sammansättning. Dessa transneptunska objekten antas vara källan till många kortperiodiska kometer. Astronomer tror nu att Pluto är den största medlemmen av Kuiperbältet, en ungerfärligt stabil ring av objekt belägen mellan 30 och 50 AE från solen. Som andra himlakroppar i Kuiperbältet har Pluto liknande egenskaper som kometer; till exempel blåses Plutos yta gradvis ut i rymden av solvindar, precis som för kometer. Ifall Pluto hade legat lika nära solen som jorden gör så hade den utvecklat en svans, precis som kometer gör.
Även om Pluto än så länge är den största av alla himlakroppar i Kuiperbältet, är Neptunus måne Triton, som är något större än Pluto, liknande Pluto såväl geologiskt som atmosfäriskt, och antas vara en infångad himlakropp från Kuiperbältet.Eris är också större än Pluto, men har inte ansetts vara medlem av Kuiperbältet. Istället har den ansetts vara en del av en annan typ av grupp med planeter. Ett stort antal kuiperhimlakroppar innehar, precis som Pluto, en 3:2-banresonans med Neptunus. Himlakroppar som dessa benämns plutoider, efter Pluto.
Som andra medlemmar av Kuiperbältet antas Pluto vara en rest av planetesimaler, en del av den ursprungliga protoplanetära skivan runt solen som inte helt klarat av att växa samman till en fullvärdig planet. De flesta astronomerna är eniga om att Plutos position har sin grund i planetvandring orsakad av Neptunus under solsystemets uppkomst och utveckling. Vartefter Neptunus förflyttat sig, och närmat sig objekt i proto-Kuiperbältet, har den antingen fångat dem i bana runt sig själv, något som skett med bland annat månen Triton, låst objekt i banresonanser eller slagit ut dem i kaotiska banor. Objekt i den spridda skivan, en dynamiskt instabil region som överlappar Kuiperbältet, antas ha hamnat i sina nuvarande positioner på grund av Neptunus vandrande resonanser.
En datamodell från 2004 av Alessandro Morbidelli vid Observatoire de la Côte d'Azur i Nice antyder att Neptunus vandring in i Kuiperbältet kan ha utlösts av en 1:2-resonans mellan Jupiter och Saturnus, som skapade en gravitationsstöt som tryckt ut både Uranus och Neptunus till högre banor och fått dem att byta plats. Detta ledde till att Neptunus avstånd till solen fördubblades. Det resulterande utstötandet av objekt från proto-Kuiperbältet kan också förklara det sena tunga bombardemanget som skedde 600 miljoner år efter solsystemets skapande, och ursprunget till Jupiters trojanska asteroider.
Det är möjligt att Pluto hade en mer cirkulär bana, cirka 33 AE från solen, innan Neptunus vandring fångade den i en resonans. Nice-modellen kräver att det var cirka tusen himlakroppar med en storlek som Pluto i den ursprungliga skivan av planeter. Dessa kan ha inkluderat himlakroppar såsom Triton och Eris.

## Utforskning

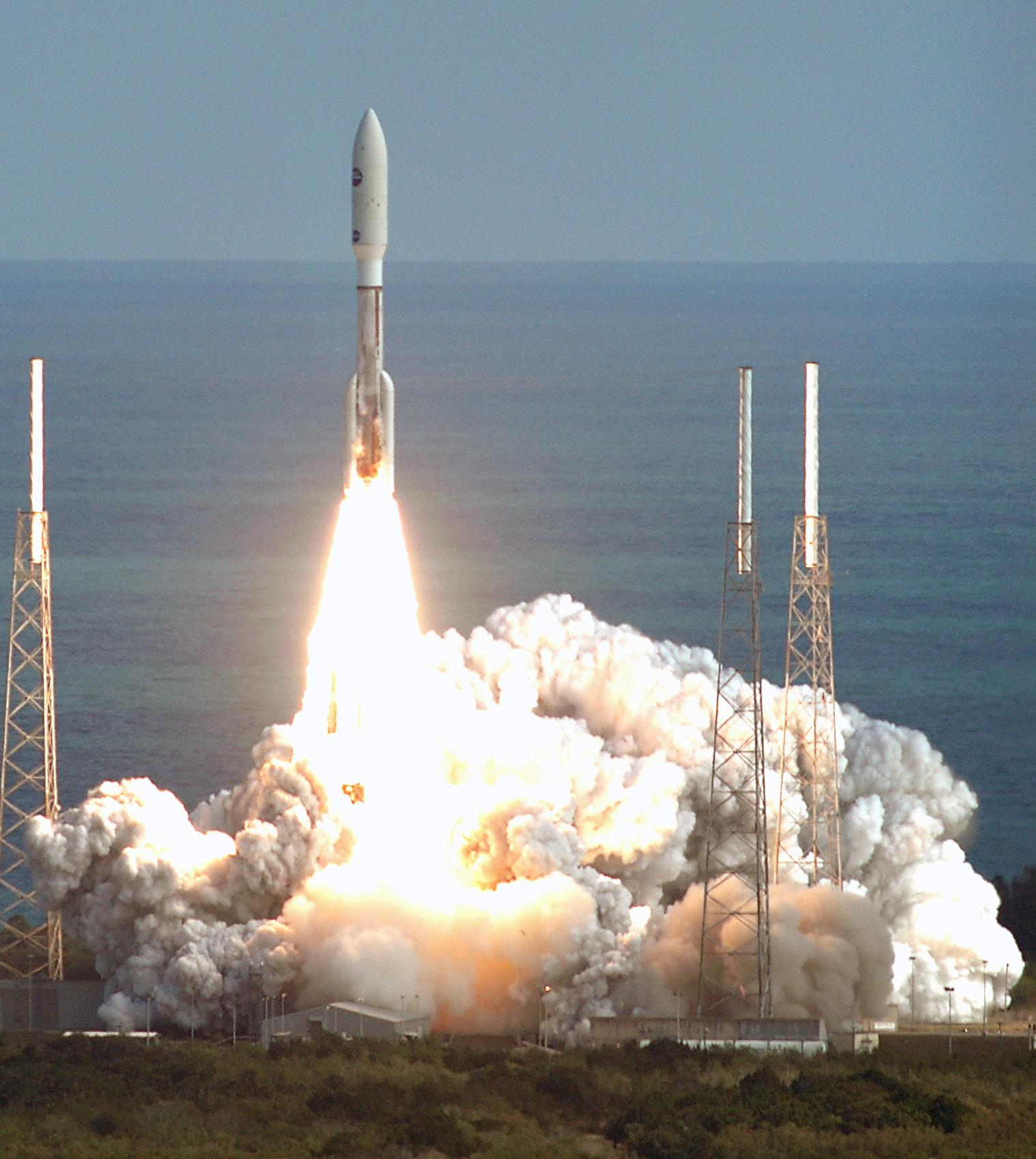
New Horizons, uppskjuten 19 januari 2006

Det är en betydande utmaning att nå Pluto med en rymdfarkost. Avståndet från jorden gör att det behövs hög fart för att nå fram dit inom rimlig tid. Samtidigt gör Plutos lilla massa att den inte kan fånga in en sond som närmar sig med hög hastighet. Voyager 1 kunde ha besökt Pluto, men man valde istället att sända den mot Saturnus måne Titan, något som ledde till en bana som ej kunde genomföra en förbiflygning av Pluto. Voyager 2 hade aldrig någon passande bana för att nå Pluto. Inga seriösa försök att utforska Pluto gjordes förrän under 1990-talet. I augusti 1992 ringde forskaren Robert Staehle vid JPL till upptäckaren av Pluto, Clyde Tombaugh, och bad om tillåtelse för att besöka hans planet. Jag sade att han var välkommen dit, berättade Tombaugh senare, även om han måste ut på en lång och kall resa.
Trots att man fortfarande endast var i det inledande stadium år 2000, avbröt NASA Pluto Kuiper Express-uppdraget på grund av ökade kostnader och förseningar av sonden.

Den första bilden av Pluto tagen av New Horizons

Efter en intern politisk kamp fick ett förändrat uppdrag till Pluto, kallat New Horizons, stöd från USA:s regering år 2003. New Horizons sköts lyckat upp 19 januari 2006. Ledaren för uppdraget, Alan Stern bekräftade att aska efter Clyde Tombaugh som dött 1997 hade placerats i rymdsonden. New Horizons som flög förbi Pluto i juli 2015, var den första sond som skickats för att utforska Pluto direkt. Redan i ett test sent i september 2006 tog sonden sitt första fotografi av Pluto. Bilderna som togs på ett avstånd på cirka 4,2 miljarder km bekräftade sondens förmåga att kunna följa objekt på långt avstånd, vilket är kritiskt för manövrering mot Pluto och andra objekt i Kuiperbältet. Tidigt år 2007 utnyttjade sonden en gravitationsslunga från Jupiter. 
New Horizons nådde sitt närmaste avstånd till Pluto 14 juli 2015 efter en 3 462 dagar lång resa över solsystemet. Vetenskapliga undersökningar påbörjades fem månader innan dess närmsta inflygning. Observationerna genomfördes med hjälp av fjärranalys. Det vetenskapliga målet med New Horizons är att beskriva den globala geologin och morfologin på Pluto och dess måne Charon, kartlägga ytan och dess sammansättning, och analysera Plutos atmosfär.

## Klassificering

### Dvärgplanet
Pluto räknades tidigare som en planet, men definierades som en dvärgplanet 2006. Degraderingen till dvärgplanet har orsakat mycket debatt, särskilt i USA. 
Efter upptäckten att Pluto var ett av flera objekt i Kuiperbältet var den officiella statusen som planet kontroversiell. Frågan ställdes huruvida Pluto skulle fortsätta betraktas som en egen planet eller som en del av de omkringliggande gruppen av objekt. 
Flera direktörer vid museer och planetarier skapade tidvis kontroverser genom att ta bort Pluto från planetmodeller över solsystemet. Då Hayden Planetarium återöppnade efter en renovering år 2000 var det med en modell med endast åtta planeter. Denna strid skapade rubriker på den tiden.
År 2002 upptäcktes himlakroppen 50000 Quaoar, och det antogs att himlakroppen har en diameter på omkring 1280 km, omkring hälften av vad Pluto har. År 2004 placerade en av upptäcktsmännen bakom 90377 Sedna en övre gräns på 1800 km på diametern, något närmare Plutos diameter på 2320 km, även om Sednas diameter nedjusterades till mindre än 1600 km år 2007. Precis som Ceres, Pallas, Juno och Vesta till slut förlorade sin planetstatus efter upptäckten av många andra asteroider argumenterades det att Pluto skulle omklassificeras till en ny kategori. 
29 juli 2005 offentliggjordes upptäckten av ett nytt transneptunskt objekt, som gavs namnet Eris. Den nyupptäckta himlakroppen har en större massa än Pluto, dock med en mindre volym. Detta var det största objekt som upptäckts i solsystemet sedan upptäckten av Triton år 1846, och vid tidpunkten kallade upptäckarna och pressen det upptäckta objektet för den tionde planeten, även om det då ej fanns någon officiell definition av vad en planet var. Andra personer i astronomiska kretsar betraktade upptäckten av Eris som det starkaste argumentet för att omklassificera Pluto till en småplanet.

### IAUs klassificering 2006
Debatten kulminerade 2006 efter en resolution från IAU där en officiell definition av begreppet planet tillkom. Enligt denna resolution finns det tre viktiga förutsättningar för att ett objekt skall kunna betraktas som en planet:
- Är ett objekt som är i omloppsbana runt en stjärna.
- Är tillräckligt massiv för att dess gravitation får himlakroppen att uppnå hydrostatisk jämvikt.
- Har rensat ut närområdet på mindre objekt.[66][67]

Pluto klarade inte att uppfylla det tredje kravet sedan massan endast utgör 0,07 % av den totala massan av alla objekt i banan. Som jämförelse utgör jordens massa 1,7 miljoner gånger den resterande massan i sin bana. IAU beslutade vidare att Pluto skulle klassificeras in den nya kategorin dvärgplanet, och att den skulle fungera som en prototyp för kategorin plutoid av transneptunska objekt.
Den 13 september 2006 inkluderade IAU Pluto, Eris och Eridian-månen Dysnomia i småplanetskatalogen. Dessa fick då de officiella småplanetsbeteckningarna (134340) Pluto, (136199) Eris och (136199) Eris I Dysnomia. Om Pluto hade blivit tilldelad ett småplanetsnamn vid upptäckten skulle numret ha varit ungefär 1 164 snarare än 134 340.
Det har varit visst motstånd inom den astronomiska miljön mot denna omklassificering.
Alan Stern, projektledare vid NASAs New Horizons-uppdrag till Pluto säger att definitionen stinker på tekniska grunder. Stern påstår att med dessa villkor skall också jorden, Mars, Jupiter och Neptunus exkluderas då de alla delar omloppsbana med asteroider. Hans andra påstående är att mindre än fem procent röstade för det, och därför är inte avgörandet representativt för det astronomiska samfundet.
Marc W. Buie vid Lowell-observatoriet är också en av motståndarna mot denna definition, och har också gett uttryck för sin åsikt på sin hemsida. Andra har dock uttryckt sitt stöd till IAU. Michael E. Brown, astronomen som upptäckte Eris uttalade sig: genom hela denna cirkusliknande procedur snubblade man på något sätt fram till det rätta svaret. Det tog lång tid men vetenskapen korrigerar sig själv till slut, även när starka känslor är inblandade.
Forskare på bägge sidor av debatten var samlade på The Johns Hopkins University Applied Physics Laboratory 14 - 16 augusti 2008 för en konferens som inkluderade samtal om den nuvarande IAU-definitionen av en planet. Med titeln The Great Planet Debate publicerade konferensen en postkonferenspressmeddelande om att forskarna ej kunnat enats om definitionen av en planet. 11 juni 2008, lite före konferensen meddelande IAU i ett pressmeddelande att begreppet Plutoid härefter skall användas för att beskriva Pluto och andra plutoliknande objekt som har en större halv storaxel än Neptunus och tillräcklig massa för att anta en sfärisk form.

#### Reaktioner
Mottagandet av IAU:s beslut var blandat. Medan vissa accepterade omklassificeringen försökte andra att ändra beslutet genom upprop på internet där de uppmanade IAU till att omvärdera beslutet.
En resolution inskickad av några medlemmar vid California State Assembly fördömde lättsamt IAU för vetenskapligt kätteri, bland andra förbrytelser.Representanthuset i USA:s delstat New Mexico antog en resolution till Plutos upptäckare Clyde Tombaugh ära, som länge hade varit bosatt i delstaten, som deklarerade att Pluto alltid kommer att betraktas som en planet när den var på himlen över New Mexico, och att 13 mars 2007 var Pluto Planet Day. Senaten i Illinois antog en liknande resolution 2009 baserad på att Tombaugh föddes i Illinois. Resolutionen hävdade att Pluto orättfärdigt nedgraderats till 'dvärg'planet av IAU.
Några medlemmar av det offentliga har också avvisat ändringen, både refererande till oenighet om problemet inom det vetenskapliga miljön eller av sentimentala anledningar, och hävdar att de alltid har känt till Pluto som en planet och att de kommer att fortsätta att se Pluto som en planet oavsett IAU:s beslut.

## Galleri

### Bilder

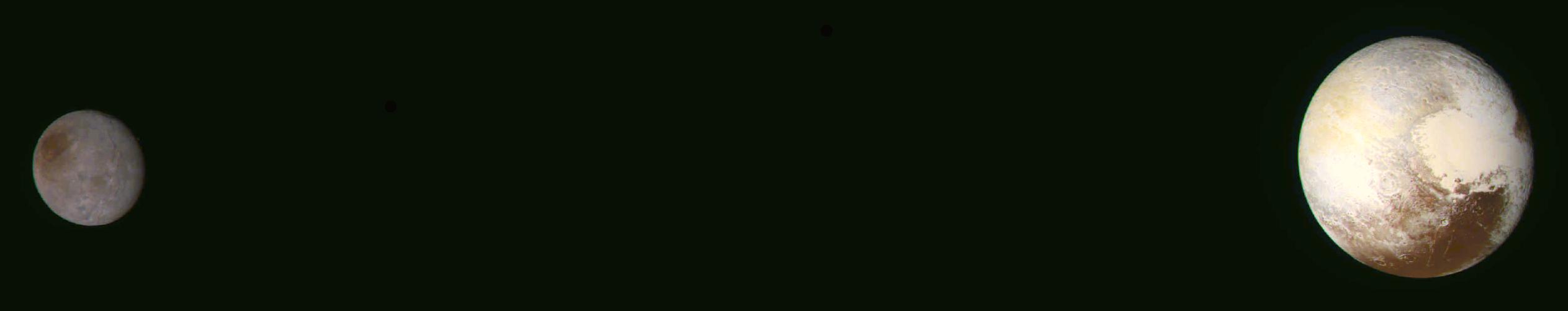
Pluto och Charon sedd från New Horizons (14 juli 2015)

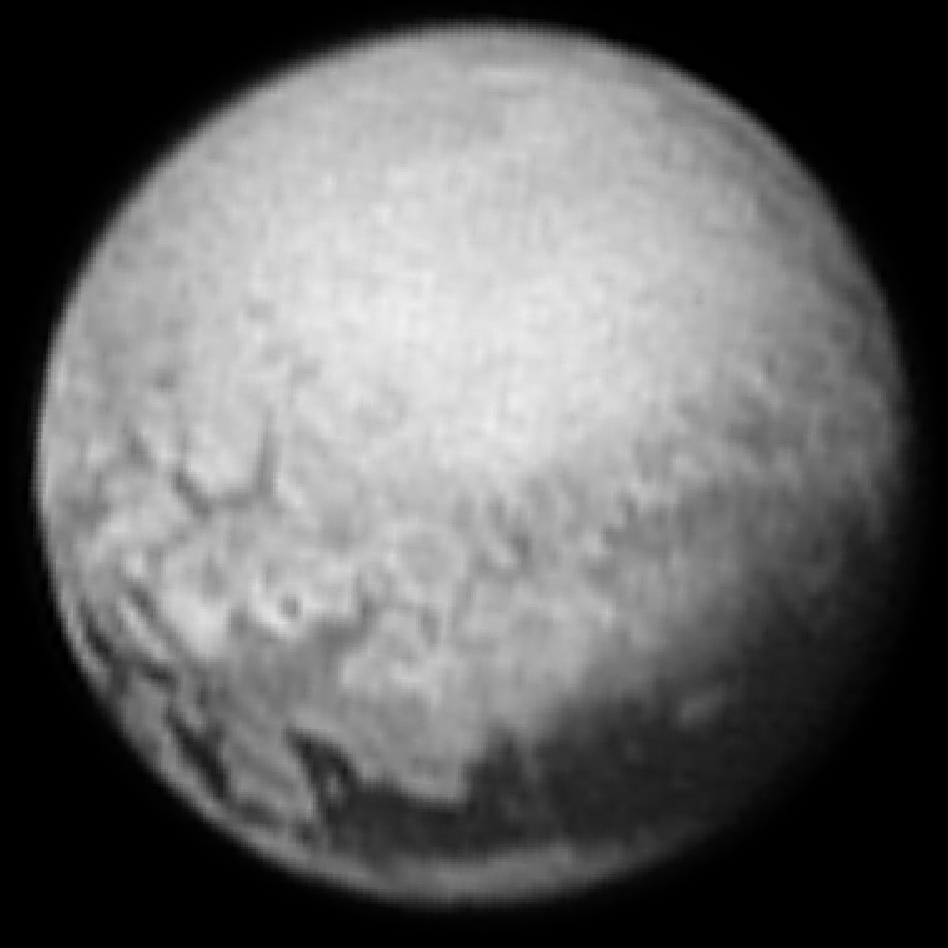
Pluto fotograferad av New Horizons (9 juli 2015).
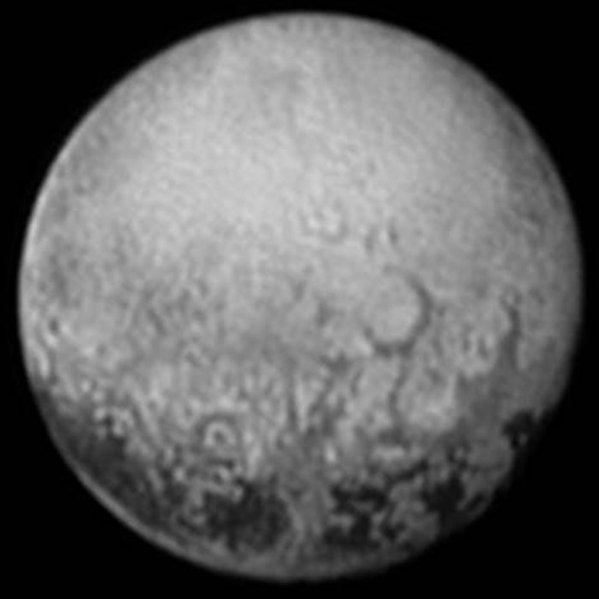
Pluto fotograferad av New Horizons (11 juli 2015).
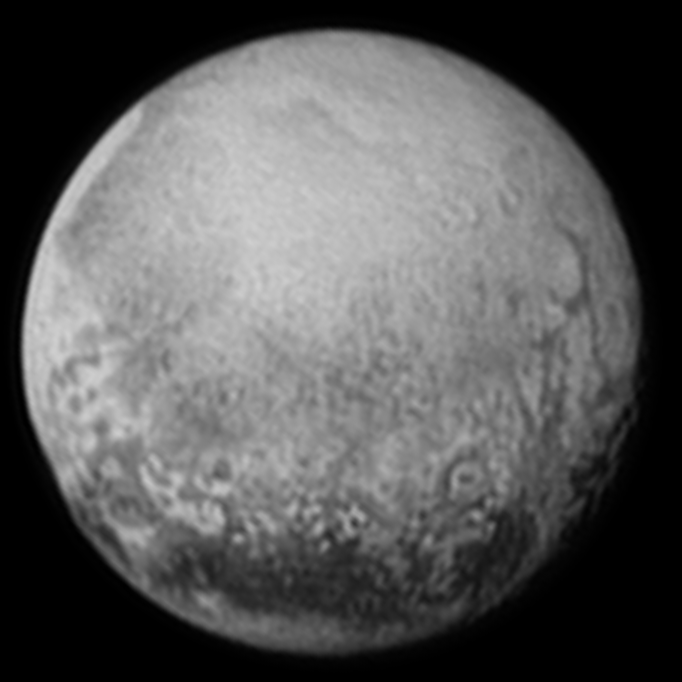
Pluto fotograferad av New Horizons (11 juli 2015).
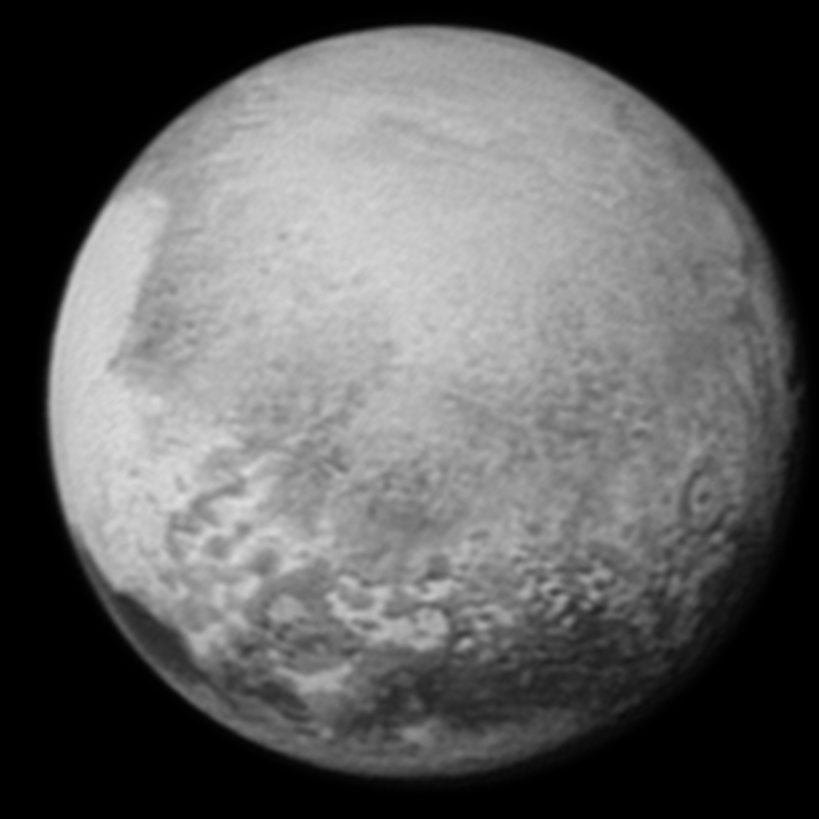
Pluto fotograferad av New Horizons (12 juli 2015).
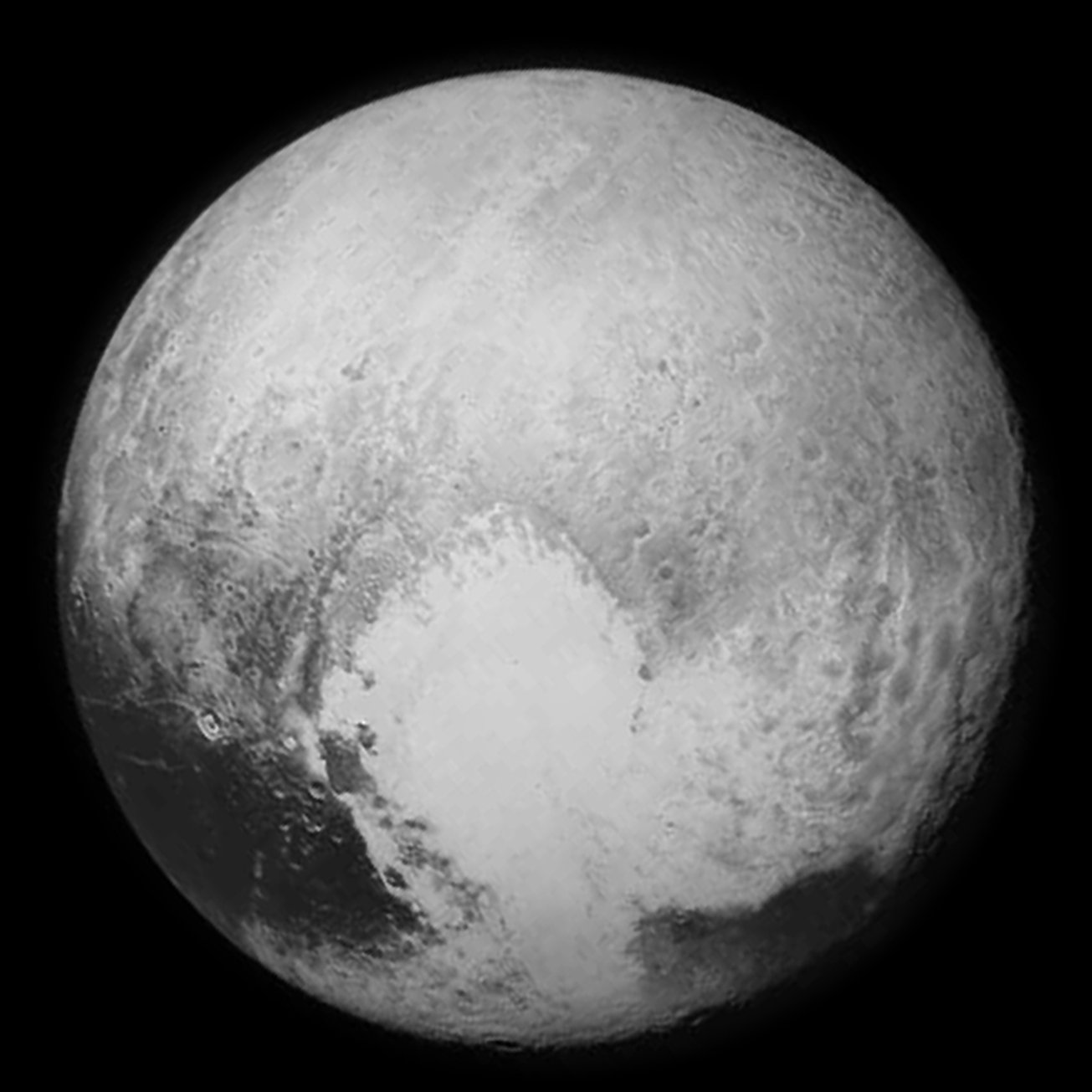
Pluto fotograferad av New Horizons (13 juli 2015).
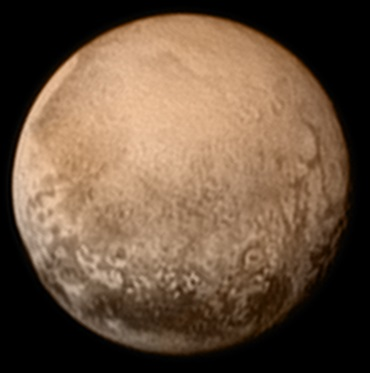
Bild på Pluto tagen av New Horizons (färg; 11 juli 2015).
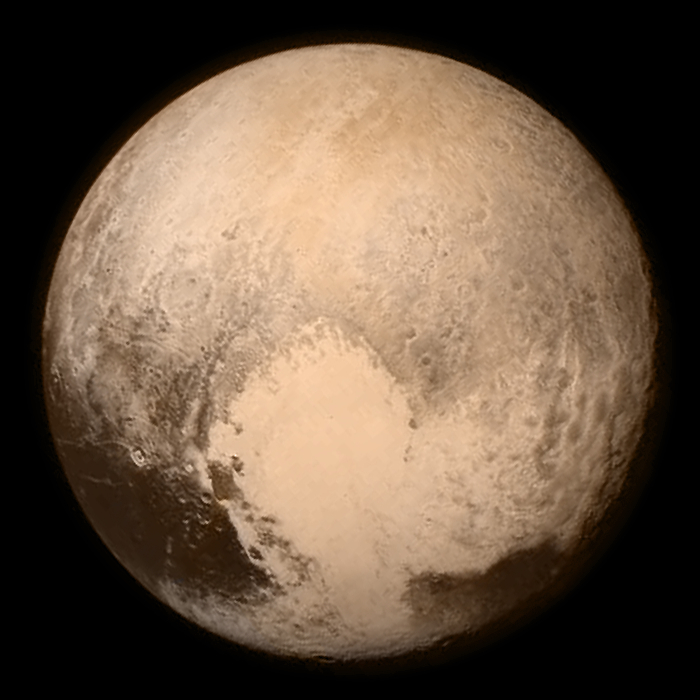
Bild på Pluto tagen av New Horizons (färg; 13 juli 2015).